# Łącko (Powiat Nowosądecki)
Łącko (deutsch Wiesendorf) ist ein Dorf im Powiat Nowosądecki der Woiwodschaft Kleinpolen in Polen. Es ist Sitz der gleichnamigen Landgemeinde mit etwas mehr als 16.300 Einwohnern.

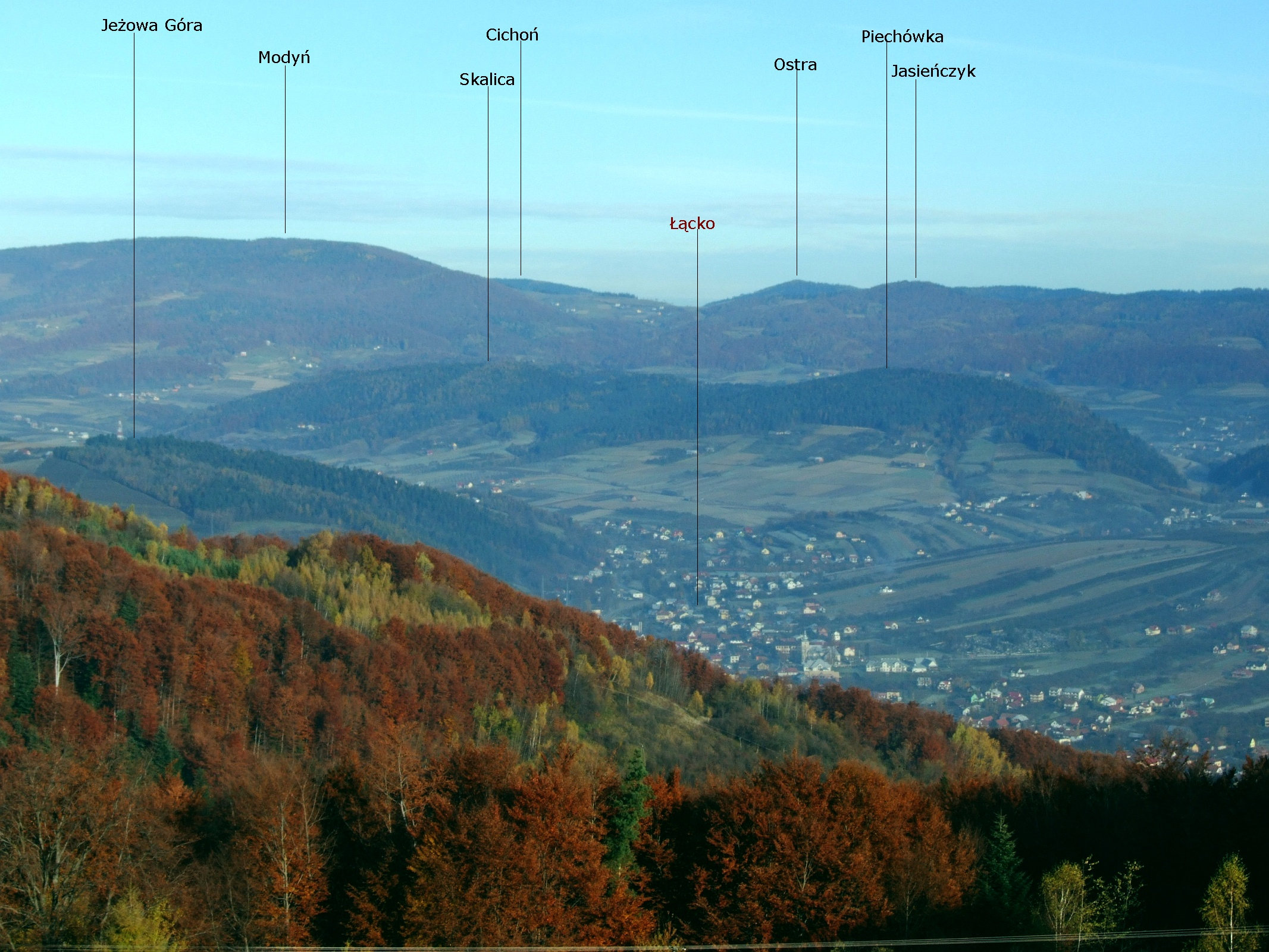
Überblick

## Geographie
Der Ort liegt am linken Ufer des Flusses Dunajec, in einer Erweiterung des Tals, zwischen den Inselbeskiden im Norden und den Sandezer Beskiden im Süden. Die Nachbarorte sind Maszkowice im Osten, Czerniec und Zarzecze im Südwesten, Zagorzyn im Nordwesten, sowie Kicznia und Czarny Potok im Norden.

## Geschichte
Bronzezeitliche Spuren finden sich in der nahe gelegenen Góra Zyndrama.
Der Ort wurde im Jahre 1251 (Abschrift 1634) als Lancsco erstmals urkundlich erwähnt. Im Jahre 1257 erhielt Kinga von Polen ein großes Gebiet um Stary Sącz (Alt Sandez) mit Łącko. Später gehörte das Dorf auch zu den Klarissen in Stary Sącz.
Das Dorf gehörte zunächst zum Königreich Polen (ab 1569 in der Adelsrepublik Polen-Litauen), Woiwodschaft Krakau, Kreis Sącz. Nach der Ersten Teilung Polens kam Łącko zum neuen Königreich Galizien und Lodomerien des habsburgischen Kaiserreichs (ab 1804). Ab dem Jahr 1855 gehörte Łącko zum Bezirk Nowy Sącz.
Im Jahre 1784 wurden im Zuge der Josephinischen Kolonisation 75 deutsche Siedler katholischer Konfession angesiedelt. Eine der größten Kolonien in der Umgebung von Neu Sandez erhielt den Namen Wiesendorf, später im Polnischen Łączka (kleine Wiese) bzw. Łączki (plural), aber die örtliche Bevölkerung nannte sie meistens Niemiecka Wieś (deutsches Dorf). Die Kolonisten hatten Beziehungen mit den benachbarten Kolonien in Zagorzyn, Barcice oder Gaboń. Bis Ende des 19. Jahrhunderts wurden die Nachgeborenen der Kolonisten polonisiert. Im Jahre 1900 hatte das Dorf 1826 Einwohner, davon alle polnischsprachig, 1612 römisch-katholisch, 210 Juden, 4 anderen Glaubens. Die unabhängige Gemeinde Wiesendorf, Łączki hatte 254 Einwohner, auch alle waren polnischsprachig und römisch-katholisch.
1918, nach dem Ende des Ersten Weltkriegs und dem Zusammenbruch der k.u.k. Monarchie, kam Łącko zu Polen. Unterbrochen wurde dies durch die Besetzung Polens durch die Wehrmacht im Zweiten Weltkrieg, während der es zum Generalgouvernement gehörte. Von 1975 bis 1998 gehörte Łącko zur Woiwodschaft Nowy Sącz.
Seit 2017 besteht eine Partnerschaft mit Sontra in Hessen.

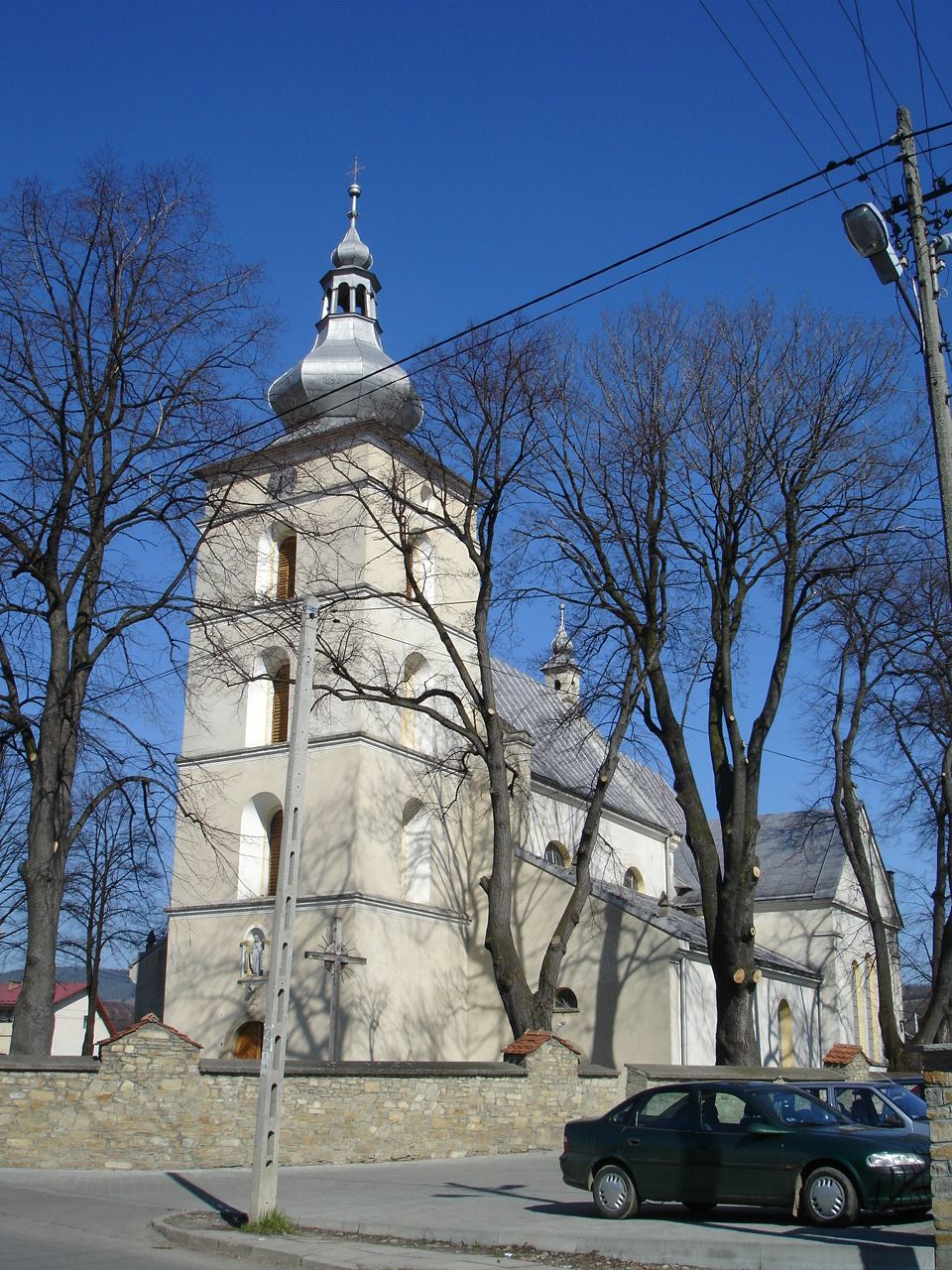
Katholische Kirche (gebaut 1720)
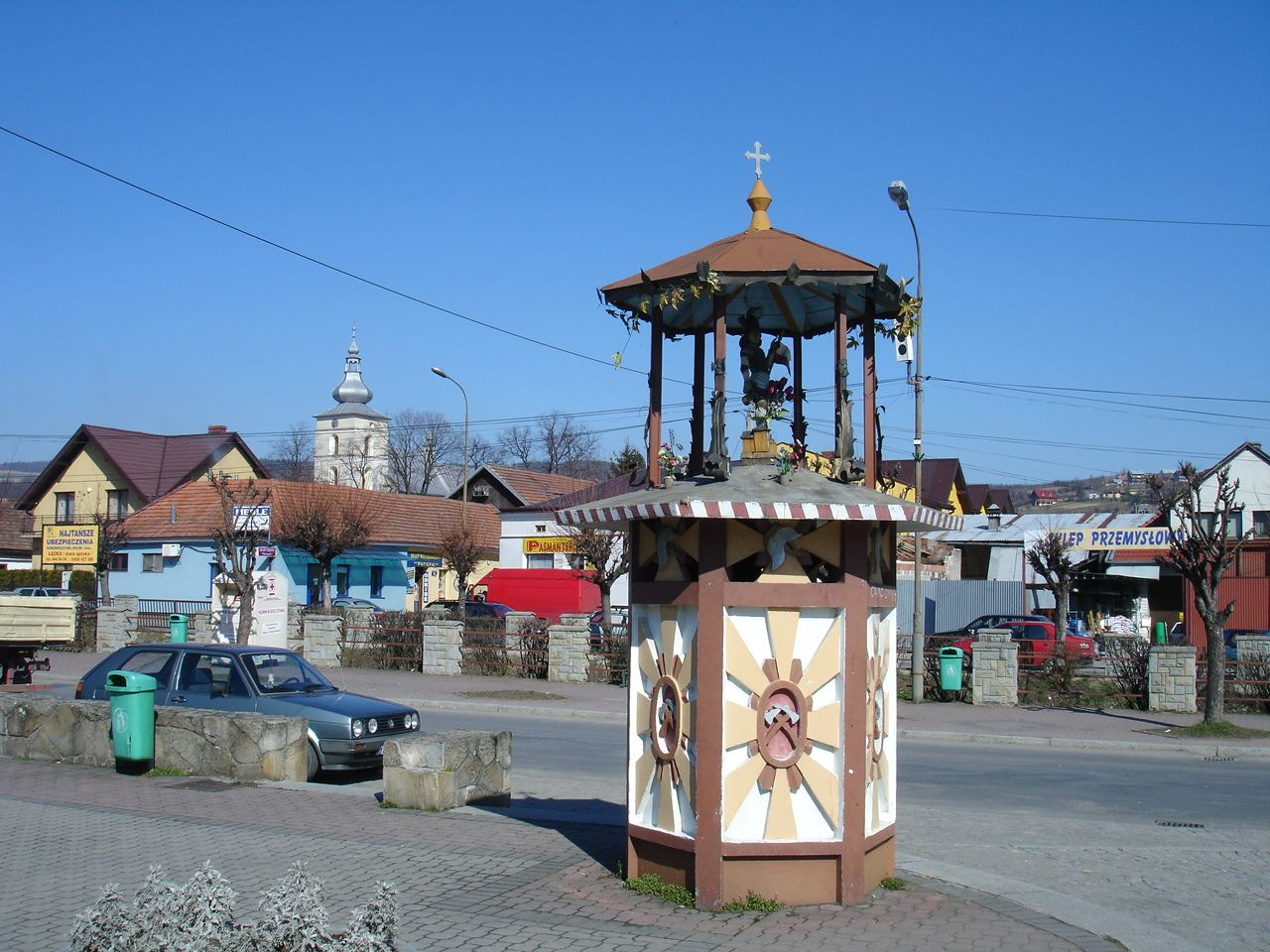
Marktplatz

## Gemeinde
Zur Landgemeinde (gmina wiejska) Łącko gehören 16 Dörfer mit Schulzenämtern.